# Dicranomyia grimshawi
Dicranomyia grimshawi là một loài ruồi trong họ Limoniidae. Chúng phân bố ở miền Australasia.